# Principauté de Sekadau
1550
La principauté de Sekadau est un État princier d'Indonésie dans l'actuelle province de Kalimantan occidental, dans l'île de Bornéo. Ses princes portent le titre de Panembahan ("celui à qui on rend hommage").
Aujourd'hui, Sekadau est un kabupaten (département) de cette province.

L'actuel kabupaten de Sekadau dans la province de Kalimantan occidental.

## Histoire

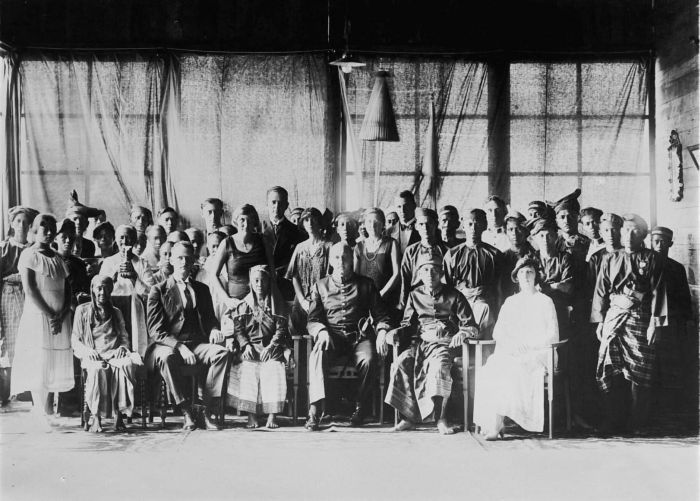
Intronisation du Panembahan Goesti Mohammad en 1932

## Les souverains de Sekadau
- Pangeran Engkong
- Pangeran Kadar
- Pangeran Suma
- Abang Todong, avec le titre de Sultan Anum
- Abang Ipong, régent avec le titre de Pangeran Ratu
- Sultan Mansur
- Gusti Mekah, régent avec le titre de Panembahan Gusti Mekah Kesuma Negara
- Panembahan Gusti Akhmad Sri Negara, exilé à Malang (Java oriental) pour complot contre le gouvernement colonial.
- Gusti Abdullah, régent avec le titre de Pangeran Mangku
- Panembahan Gusti Akhmad
- Gusti Hamid
- Panembahan Gusti Kelip (-1944)
- Gusti Adnan, avec le titre de Pangeran Agung. En 1952, Gusti Adnan cède l'administration de la principauté au gouvernement de la république d'Indonésie. Son territoire est intégré au kabupaten de Sanggau[Passage contradictoire avec l'article kabupaten de Sekadau].